# I Am the Best
"I Am the Best" (Hangul: 내가 제일 잘 나가; Naega Jeil Jal Naga) é o sétimo single coreano do grupo feminino 2NE1.  Foi lançado digitalmente em todo o mundo em 24 de Junho de 2011 sob o rótulo do grupo pela YG Entertainment.

## Pré lançamento
A canção foi produzida pelo produtor principal da YG Entertainment, Teddy Park. Foi descrito como uma pista de hip hop eletrônico que é semelhante ao debut com o single FIRE. O estilo da música é dito ser familiar para os jovens que estão acostumados a boates.
O primeiro teaser da canção foi lançado em 19 de Junho de 2011, com a  líder do 2NE1, CL. O teaser foi postada via YG-Life, juntamente com a arte oficial da canção. YG Entertainment revelou um trecho de 10 segundos da música a cada dia até o lançamento completo da faixa que foi em 24 de Junho de 2011.

## Videoclipe
Depois de um atraso de três dias em seu lançamento planejado, o videoclipe da canção estreou no canal oficial do grupo noYoutube em 27 de Junho de 2011. Foi dirigido por Seo Hyun Seung, que também dirigiu vídeos musicais anteriores do grupo, como Fire e Can't Nobody.

## Prêmios
A canção foi indicada para vários prêmios e ganhou as Korean Music Awards e o Japan Music Video Awards, entre outros. Ele ganhou como a  "Canção do Ano" prêmio no 2011 Mnet Asian Music Awards.